# Marie Janssen (Bildhauerin)

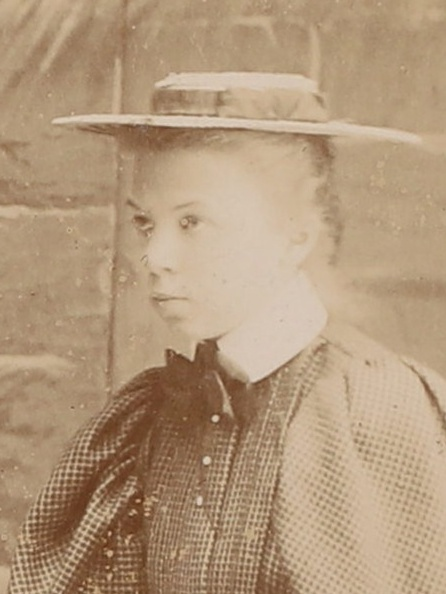
Marie Janssen, um 1900; Ausschnitt eines Fotos von Ezio Benigni

Marie Hermine Janssen (* 30. Januar 1876 in Paris; † 2. Januar 1970 in Herrsching am Ammersee) war eine deutsche Bildhauerin, Keramikerin, Puppenspielerin und Bühnenbildnerin. In der Zeit des Nationalsozialismus engagierte sie sich in der Frauen- und Jugendarbeit.

## Leben und künstlerisches Wirken

### Eine großbürgerliche Kindheit
Marie Janssen war die jüngste von drei Töchtern einer großbürgerlichen Familie. Der Vater, Matthias Lebrecht Rudolph Janssen (1838–1895), ein Hamburger Kaufmann, arbeitete in der Textilbranche. Die Mutter, Elisabeth Janssen, geb. Röbe (1844–1927) ging keiner Profession nach.
Gut situiert und in besten Kreisen vernetzt, pflegten die Janssens ein kosmopolitisches Leben zwischen Frankreich und Italien. Wie ihre Schwestern und der jüngere Bruder Léon wurde Marie in Paris geboren. Laut Eintragung in das städtische Geburtsregister wohnte die Familie zum damaligen Zeitpunkt in der Rue de Rome, einer jener Straßenzüge, die wenige Jahre zuvor durch Georges-Eugène Haussmann neugestaltet worden waren.
Im Alter von zwölf Jahren (1888) übersiedelte das heranwachsende Mädchen mit ihrer Familie nach Berlin. 1895 wurden Mutter und Kinder mit dem frühen Tod des Vaters konfrontiert. Der Familie war jedoch weiterhin ein Leben in gesicherten Verhältnissen beschieden.

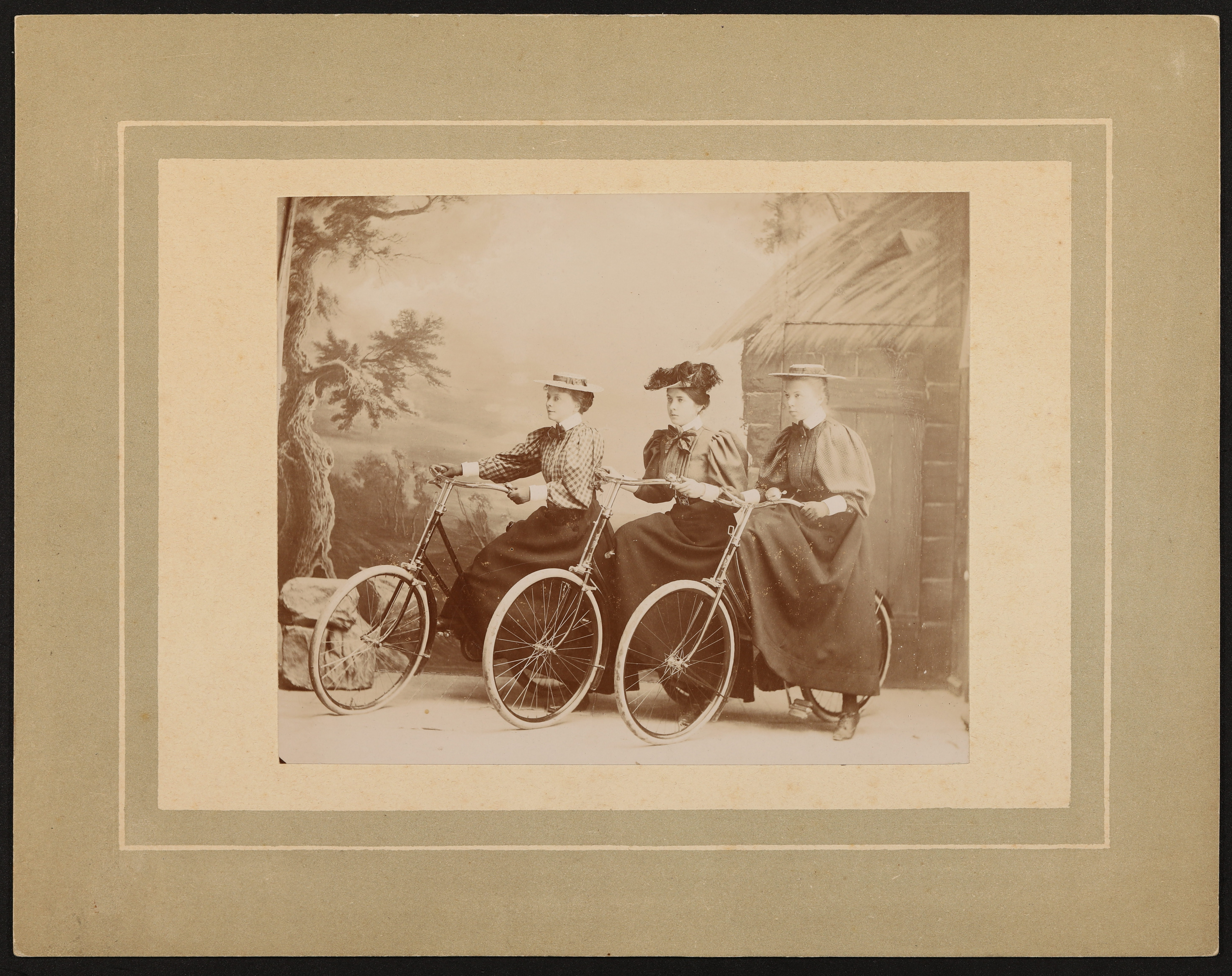
V. r. n. l.: Marie Janssen (* 1876) mit ihren älteren Schwestern Sophia (1872–1955) und Magdalena (1874–1946) auf dem Damenrad, Symbol neuer weiblicher Unabhängigkeit. Das Foto von Ezio Benigni (1863–1938) wurde vor ländlicher Kulisse in einem italienischen Studio aufgenommen

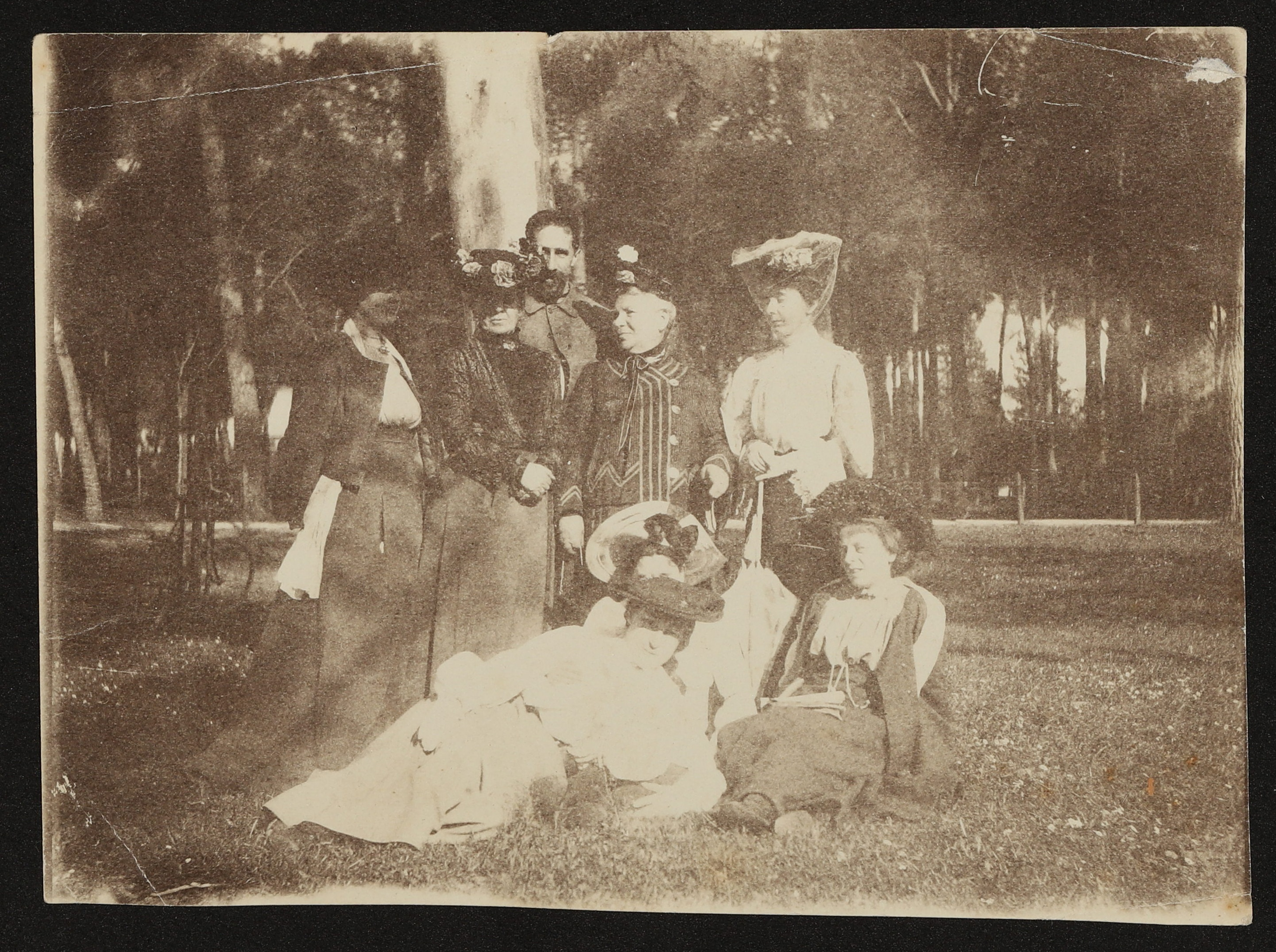
Im Park der Villa Borghese in Nettuno, um 1905: Im Hintergrund Friedrich Spiro, im Vordergrund, weiß gekleidet, die liegende Assia Spiro, rechts von ihr sitzend: Magdalena Janssen (Beschriftung von Ort und Personen auf der Rückseite)

### Jugendjahre in Italien
In Begleitung ihrer Schwestern verbrachte Marie die Jahre zwischen 1896 und 1908 überwiegend in Italien. Sie verfügte über einen Ausweis zur freien Nutzung von Kulturinstitutionen und nahm unter anderem am Primo congresso nazionale delle donne italiane (1908) in Rom teil.
Der Briefwechsel der Schwestern im Literaturarchiv der Monacensia belegt einen engeren Kontakt zur Familie Spiro:
Friedrich Spiro (1863–1940), seit 1891 in Rom ansässig, genoss seit 1904 eine Anstellung als Organist an der kaiserlich deutschen Botschaftskapelle in Rom. Seine Partnerin, Assia Spiro (1873–1956), brillierte als Violonistin und erteilte Musikunterricht.
Beide bildeten einen Anziehungspunkt internationalen Kulturlebens vor Ausbruch des Ersten Weltkrieges. Unter Mitwirkung der Janssen-Schwestern gestalteten sie u. a. musikalische Aufführungen in der historischen Villa Borghese di Nettuno. Daneben waren die Spiros Mitglied im Touring Club Ciclistico Italiano und begeisterten auch die jugendlichen Mädchen von diesem Sport.

### An der Damenakademie in München
1905 entschied Elisabeth Janssen, den Hauptwohnsitz der Familie nach München zu verlegen. In Solln, in der Dr. Singer Straße 2 (heute Karl-Singer-Straße), ließ sie 1909 eine Villa nach eigenen Entwürfen errichten.
Als Anhängerin der Frauenbewegung ermutigte sie die Töchter, ihren künstlerischen Neigungen weiter nachzugehen. Dies war nur in privatem Rahmen möglich, denn der Zugang zu staatlichen Akademien blieb Frauen damals verwehrt. München, ein Zentrum der Frauenbewegung, bot in dieser Hinsicht viele Möglichkeiten.
Marie widmete sich der Bildenden Kunst und besuchte die Damen-Akademie des Münchner Künstlerinnenvereins. Der später mit den Nationalsozialisten sympathisierende Angelo Jank war dort ihr Lehrer. Ihre Schwester Magda Janssen verlegte sich mehr auf Literatur und Sophia Janssen auf Musik.
Darüber hinaus besuchten die Schwestern das Seminar des Literaturprofessors Artur Kutscher. Hier trafen sich führende Intellektuelle und Künstler, unter ihnen Frank Wedekind und Bertolt Brecht. Auch der Schriftsteller Michael Georg Conrad (1846–1927) verkehrte in diesem Milieu. Wie der Briefwechsel im Literaturarchiv der Monacensia dokumentiert, entwickelte Marie, trotz des Altersunterschiedes, bald eine intimere Freundschaft zu ihm.

### Das bildhauerische Frühwerk
Der Nachlass Marie Janssen im Literaturarchiv der Monacensia, im Gemeindearchiv Herrsching, wie im Stadtmuseum München ist bisher nicht aufgearbeitet. So harrt das bildhauerische Werk noch seiner Erschließung. Laut ihren eigenen Aussagen, die dem Eintrag zu Marie Janssen im Allgemeinen Künstlerlexikon von Thieme-Becker zu Grunde liegen, umfasst es Brunnenfiguren, figürliche Reliefs in Stein und gebranntem Ton, sowie Porträtbüsten und Medaillons.
Wie die Kunsthistorikerin Magdalena Bushart gezeigt hat, waren Bildhauerinnen zu Beginn des 20. Jh. keine Seltenheit. Insbesondere München hatte mit Elisabet Ney (1833–1907) eine Pionierin zu bieten, die mit Sondergenehmigung an der Akademie bereits Bildhauerei studiert hatte. Dennoch galt diese Disziplin in der Kunstkritik als unweiblich. Man befand Frauen zu schwach, um harte Materialien zu bearbeiten und beschränkte sie auf Bereiche von geringer öffentlicher Wirksamkeit, wie Kleinplastik, Medaillen oder Edelsteinschnitt. Für die Wahl ihrer Studienrichtung ist Marie Janssen daher Mut und Selbstbewusstsein zuzuerkennen. Gleichwohl konnte sie sich kaum gegenüber den genannten rollenspezifischen Erwartungen emanzipieren.
2018 hat Harald Schulze einen Beitrag zu einer türkisgrün glasierten Majolika-Figur Wind veröffentlicht. Die Keramik, die sich in einer Privatsammlung befindet, lässt sich aufgrund einer Beschriftung eindeutig Marie Janssen zuweisen. Zu erkennen ist eine auf Knieen kauernde Figur mit männlicher Physiognomie, die fast zur Gänze unter einem geblähten Mantel verschwindet. Naheliegend scheint ein Zusammenhang mit Janssens Arbeiten für das Sollner Puppenspiel, in denen sich die Künstlerin um symbolische Verkörperungen von Naturgewalten bemüht. Weitere Vorbereitungsskizzen wie andere Keramik-Arbeiten zur selben Thematik, bewahren das Stadtmuseum München und das Gemeindearchiv Herrsching auf.
Ausdrucksstark, emotions- und symbolhaltig lässt sich die Kleinplastik Wind einer expressionistischen Strömung kurz vor Ausbruch des Ersten Weltkrieges zuordnen. Nach Thieme-Becker hat Marie Janssen Ausstellungen im In- und Ausland beschickt: So seit 1911 bis 1918 die juryfreien Ausstellungen in München, seit 1918 die Ausstellungen im Glaspalast München, darüber hinaus Ausstellungen in Nürnberg, sowie in Gent und sogar in Brasilien.
Welche Bekanntheit Marie Janssen gewonnen hatte, lässt sich daran ermessen, dass sie 1920/21 mit der keramischen Kleinplastik Homme Serpent in einer prominenten internationalen Ausstellung in Genf vertreten war. Heute befindet sich dieses Werk im Gemeindearchiv Herrsching.

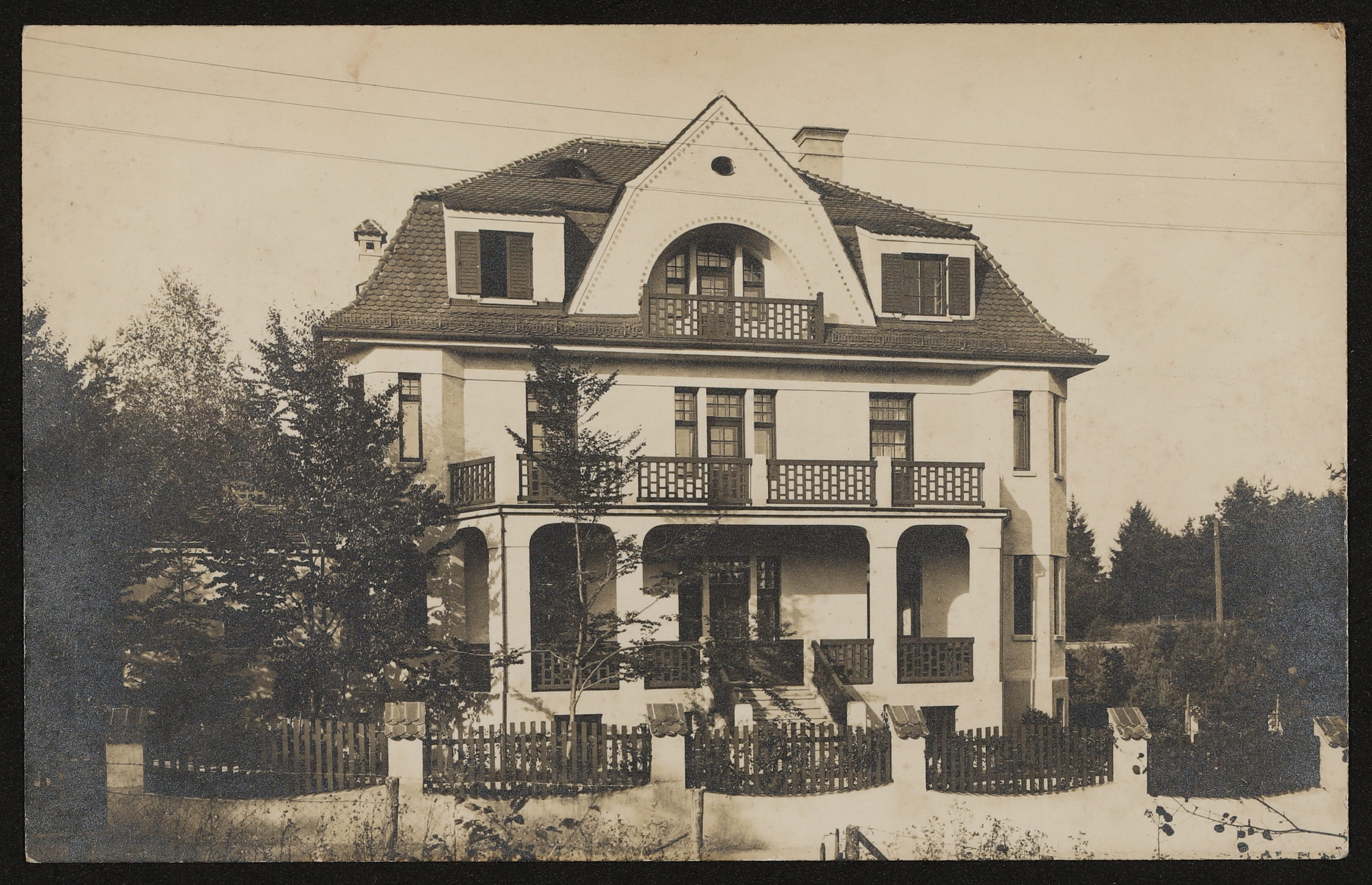
Das 1909 erbaute Haus der Familie Janssen in München-Solln, das auch das Puppentheater beherbergte

### Das Sollner Puppenspiel

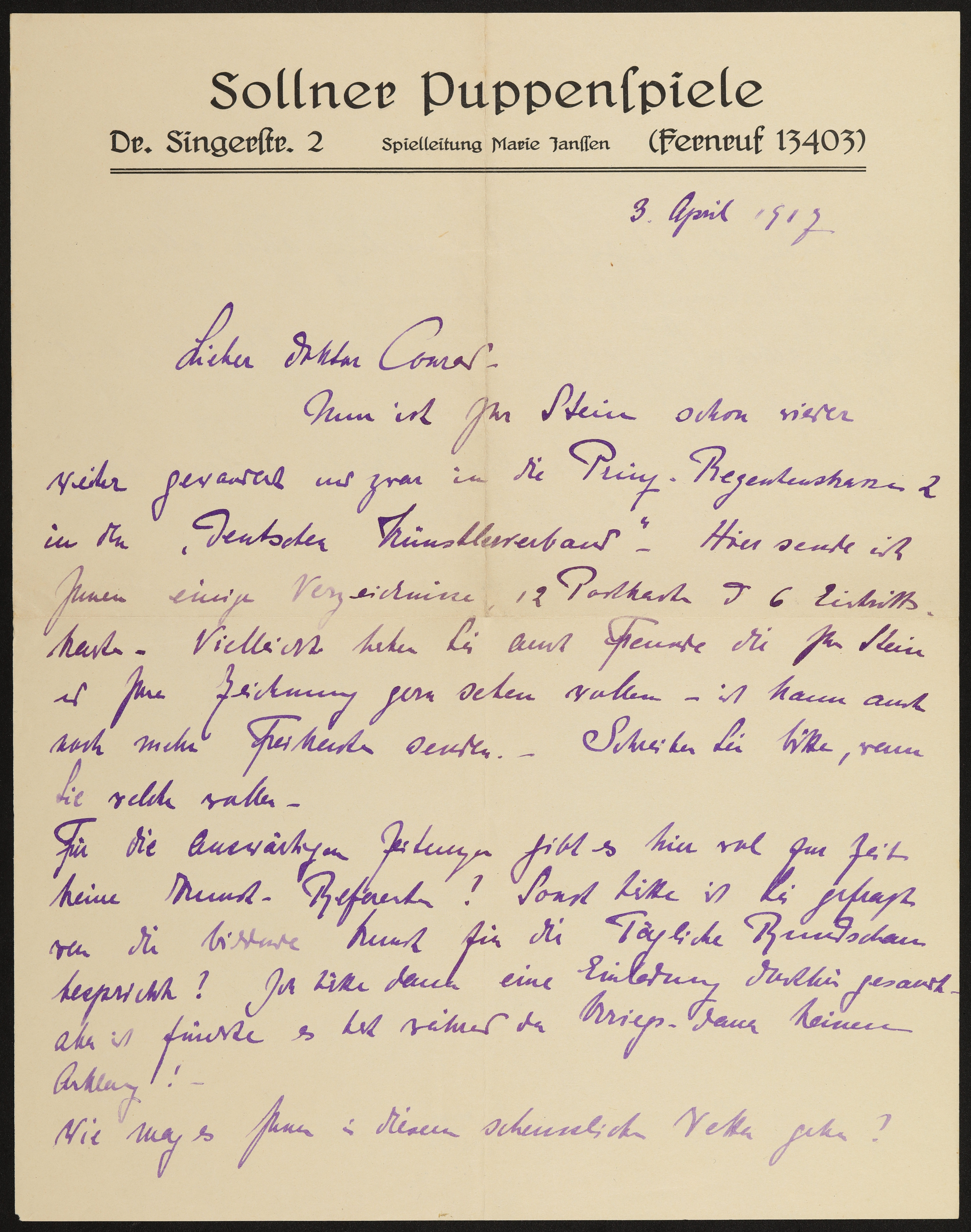
Brief der Leiterin der Sollner Puppenspiele, Marie Janssen, an Michael Georg Conrad vom 3. April 1917

Im Kreis um Angelo Jank entspann sich unter den Janssen-Schwestern im Laufe des Jahres 1913 die Idee, ein Puppentheater zu kreieren. Beratend stand der Architekt und Bühnenbildner Kurt Gutzeit zur Seite. Gemeinsam mit Magda und Sophie eröffnete Marie Janssen im März 1914 die Sollner Puppenspiele in ihrem eigenen Hause und leitete das Unternehmen bis 1917. Erste Erfolge stellten sich bald ein.
Ziel war es, das Theater als eigene, nicht naturalistische Kunstform wiederzuentdecken. Das Inszenieren mit Licht und Farben stand im Vordergrund. Lothar Kempter und verschiedene andere Komponisten steuerten Musik bei. Auch der Regisseur Otto Falckenberg (1873–1947) verkehrte in den Kreisen der Schwestern.

Eines der ersten und prominentesten Stücke im Repertoire war das Drama Dornröschen (1902). Ricarda Huch (1864–1947), eine enge Freundin der Familie, hatte es wenige Jahre zuvor niedergeschrieben. Die Puppen zum Stück haben sich im Münchner Stadtmuseum erhalten. Für andere Stücke, wie Ruhlas der Träumer und die Helleseuse, lieferte Magda Janssen den Text. Einen authentischen Eindruck von Atmosphäre und inhaltlicher Stoßrichtung des letzteren Puppenspiels, mit dem das Theater seine erste Premiere feierte, vermittelt eine zeitgenössische Kritik. Sie erschien im Wiener Neuigkeits-Welt-Blatt (Nr. 57, S. 11) vom 11. März 1914:
„Die Sollner Vereinigung zur Pflege künstlerischen Puppenspiels veranstaltete kürzlich in München ihre erste Aufführung mit der Uraufführung von Magda Janssens Märchenspiel Rühlas [sic] der Träumer und die Helleseuse. Das Märchen stellt dar einen Kampf von Erd- und Luftgewalten um das gemeinsame Kind, in dem wohl der Mensch symbolisiert ist: Rühlas der Träumer. Man sieht die echte Märchenwelt, in der gleichwertig nebeneinander Mensch, Tier und Pflanze gedeihen, in der Lebensgewalten und Symbole verwirklicht werden, Elemente, Dämonen und Geister sprechen und sich bewegen…. Die Sprecher scheuten nicht die Mühe, die Puppen selbst zu führen, woraus sich ein absolutes Zusammengehen von Ton und Bewegung ergab."
Wie einem erhaltenen Spielzettel zu entnehmen ist, lag die Gestaltung von Bühnendekorationen und Marionetten gänzlich in Händen von Marie Janssen. Dabei arbeitete sie mit unterschiedlichsten Materialien, wie Gips, Gips/Dextrin, Textil, Echthaar, Blei und Draht. Als besonders charakteristisch hebt Manfred Wegner den fragilen Anschein der Figuren hervor. Ihre schmalen Körper, wie die zarten Gliedmaßen bilden einen starken Kontrast zu den expressiven großen Köpfen.

### Die Münchner Majolika-Werkstätten
Der Erste Weltkrieg und die anschließende Inflation führten zum Verlust des Familienvermögens der Janssens. Mutter und Töchter sahen sich gezwungen, ihren großbürgerlichen Lebensstil aufzugeben und das Haus in München-Solln zu verkaufen. Das Puppentheater musste schließen. Schon 1919 verschwand es aus dem Briefkopf der von Marie Janssen verwendeten Drucksachen. Gleichzeitig waren die Janssens auf eigenen Broterwerb angewiesen.
Marie versuchte zunächst als Keramikerin eine neue Lebensperspektive aufzubauen. 1918 übernahm sie die von ihr mitbegründeten Münchner Majolika-Werkstätten, vormals Wilhelm von Debschitz. 1919 zogen die Frauen der Familie Janssens in eine bescheidene Unterkunft in Herrsching am Ammersee. Marie Janssen überführte auch die Majolika-Werkstätten an den oberbayerischen See. Belegt ist, dass Wolfgang von Wersin, noch während seiner Ausbildungszeit an der Kunstgewerbeschule München, bereits Entwürfe nach Herrsching sandte. 1921 entschied sich Marie Janssen jedoch, die Werkstätten nach Mering bei Augsburg zu übersiedeln. Sie selbst beschränkte sich auf deren künstlerisch-technische Leitung. Die Keramische Fabrik in Herrsching wurde von Selb übernommen. Daneben pflegte sie ihre Leidenschaft für das Puppenspiel weiter – nun allerdings mit Handpuppen.

### Karriere im Nationalsozialismus
In einer Untersuchung über das Wirken der NSDAP im Landkreis Starnberg (1918–1938) konnte die Historikerin Sybille Friedrike Hellerer zeigen, mit welchen Mitteln das Naziregime gezielt Frauen adressierte und Druck ausübte. Die beherrschende Person im Herrschinger Umfeld war Sibylle von und zu Egloffstein von Druffel (1872–1966). 1932 übertrug sie die örtliche Führung einer NS-Frauenschaft an ihre Parteigenossin Marie Janssen. Sybille Hellerer beschreibt Janssens Tätigkeiten folgendermaßen: 
„In enger Absprache mit der Kreisfrauenschaftsleiterin von Druffel veranstaltete sie regelmäßige Gruppenabende, bestellte die Frauen zu Näh- und Flickkursen ein, lud zu Referaten unterschiedlichster Themen und richtete jahreszeitlich oder parteipolitisch bedingte Festlichkeiten aus. Über diese Aktivitäten hielt sie die Presse auf dem Laufenden wie sie auch in deutlichem Ton auf diesem Wege die Parteigenossinnen auf ihre Pflichten aufmerksam machte. Zur Unterhaltung und geflissentlichen Bildung hielt sie eine „Bücherei“ für die NS-Frauenschaft vor, die eine eindrucksvolle Zusammenstellung aus gehobener Literatur, leichter Muse, Heimatroman, Aufklärungsschriften (z. B. Hauswirtschaftslehre der Neuzeit in 3 Bänden), Zeitschriften und politischen Traktaten bot."
 Auch in der keramischen Arbeit verlieh Marie Janssen ihrer Gesinnung Ausdruck: So fertigte sie etwa 30 × 30 cm große Hitler-Medaillen in rotem oder gelblich weißem gebrannten Ton als Wandschmuck. Nach 1945 kritisierte sie zwar den Holocaust, war jedoch nicht in der Lage, sich ideologisch aus den Verstrickungen zu lösen. Sie widerrief ihre positive Einstellung gegenüber dem Diktator nicht. Zu ihrem 90. Geburtstag (1966) gratulierte ihr der NS-Funktionär Max Reinhard (1896–1978), Direktor des Münchner Kulturamtes von 1935 bis 1945, mit der Widmung: „dem Janssen-Marerl in Verehrung und Bewunderung zu ihrem ‚Neunzigsten‘“.

## Nachlass

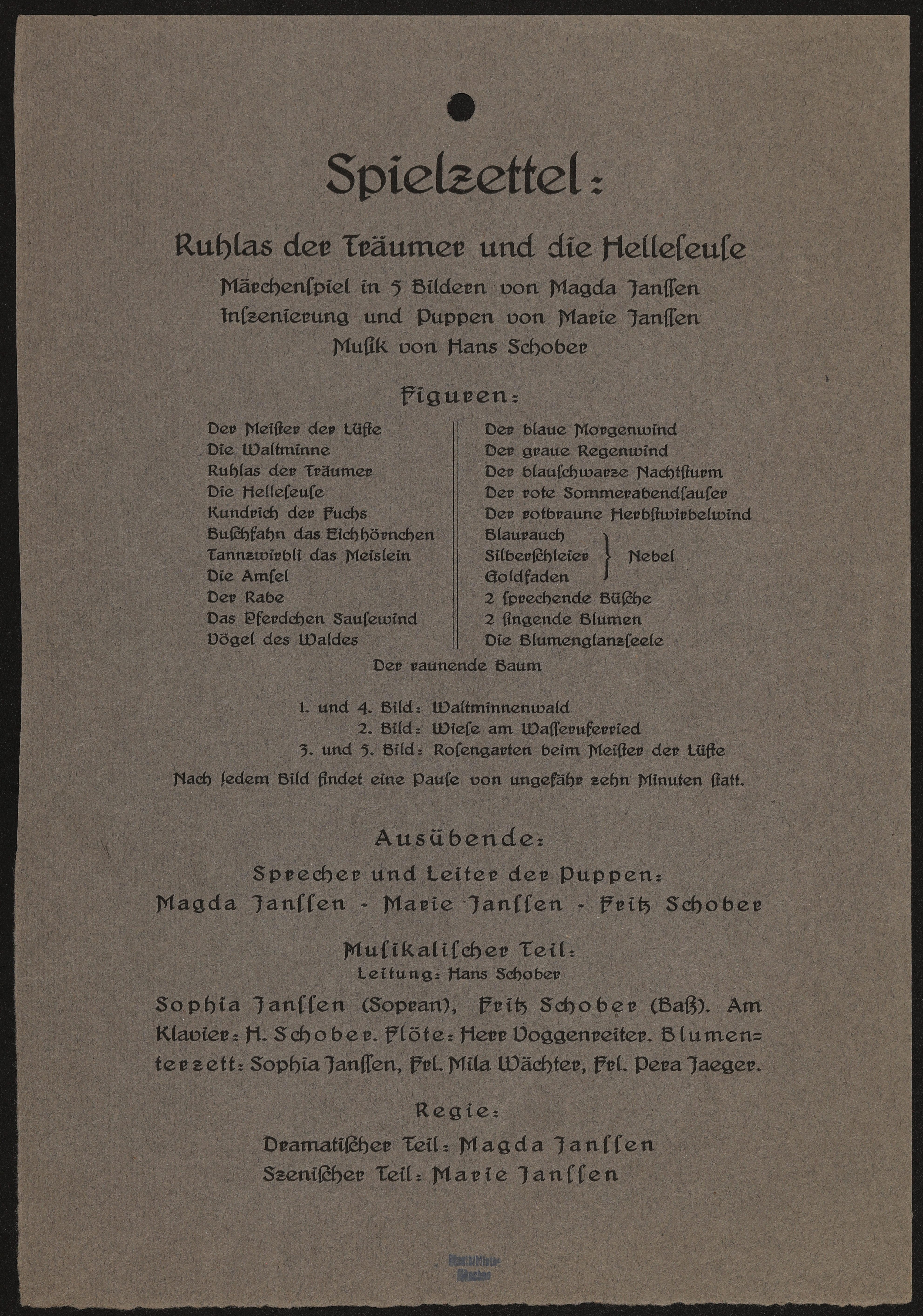
Spielzettel für das Märchenspiel Ruhlas der Träumer und die Helleseuse, mit dem das Sollner Puppenspiel im März 1914 eröffnete